# Laura de Force Gordon
Laura de Force Gordon, née le 17 août 1838 à North East, en Pennsylvanie et morte le 5 avril 1907  à Lodi, en Californie, est une avocate californienne, une journaliste et éditrice de journaux et une suffragette américaine.
En tant que militante des droits des femmes, Gordon est l'une des principales promotrices du Woman Lawyer's Bill, qui a permis aux femmes de pratiquer le droit en Californie. Elle fait également pression pour l'inclusion d'une section dans la Constitution californienne qui interdit à l'État d'interdire aux femmes d'exercer une quelconque profession.
Elle fut la première femme à diriger un quotidien aux États-Unis (le Stockton Daily Leader, 1874) et la deuxième femme avocate admise à exercer en Californie après son amie Clara Shortridge Foltz.

## Biographie

### Jeunesse et formation
Laura de Force est née à North East, en Pennsylvanie, le 17 août 1838, d'Abram de Force et de Catherine Doolittle Allen. La famille compte neuf enfants. Son père souffre de rhumatismes, mais les enfants (dont au moins deux filles) reçoivent une éducation dans les écoles publiques,.
Après la mort de l'un des enfants, la famille se tourne vers le spiritisme en 1855 et Laura parcourt le nord-est des États-Unis pour prononcer des discours publics, dès l'âge de 15 ans y compris un discours à Boston à l'âge de 18 ans.

### Vie privée
Au cours d'un de ces événements, elle rencontre un médecin écossais nommé Charles H. Gordon, qu'elle épouse en 1862,. Ils déménagent progressivement vers l'ouest, d'abord à la Nouvelle-Orléans où il est affecté pendant la guerre de Sécession, puis au Nevada, et s'installent finalement en Californie en 1870.
Avant 1878, elle divorce de son mari pour cause d'adultère. Par la suite, elle s'est souvent qualifiée de veuve, plutôt que de divorcée, car le veuvage était « une explication plus acceptable [...] pour [...] l'absence de protection masculine ».

### Carrière

#### Militante suffragette

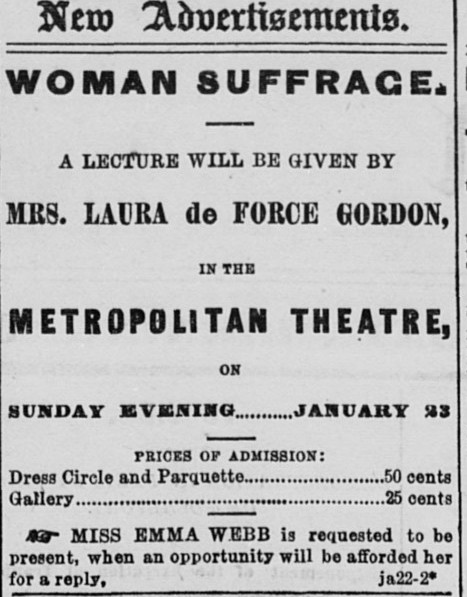
Annonce dans le San Francisco Daily Alta d'une conférence sur le suffrage donnée par Gordon en 1870.

À la fin des années 1860, la carrière d'orateur de Gordon se détourne du spiritisme pour se tourner vers les droits des femmes, peut-être sous l'influence de l'accent mis par le spiritisme sur l'égalitarisme et l'égalité entre les sexes. Le discours prononcé par Gordon le 19 février 1868 à San Francisco, intitulé « The Elective Franchise : Who Shall Vote » (Le droit de vote : qui doit voter), est le premier en Californie sur le mouvement du droit de vote des femmes,. Le discours attire une foule nombreuse, et certaines des personnes qui y assistent deviendront des leaders du mouvement pour le suffrage des femmes en Californie.
En 1870, elle participe à la fondation de la California Women's Suffrage Society et prononce plus de 100 discours sur le droit de vote des femmes,,. Gordon travaille également pour le droit de vote au Nevada, prenant la parole dans tout l'État à la fin des années 1860 et devant la législature de l'État en 1871. Un journal décrivant son discours à cette époque la décrit comme « comme un flot de feu liquide ».
Gordon voyage également en dehors du Sud-Ouest, représentant la Californie à la National Woman Suffrage Association de 1872 à New York. Lors de la Convention républicaine libérale de 1872 (en), aux côtés de Susan B. Anthony, elle demande au parti de la nommer représentante de la Californie pour « rire » et présente une résolution en faveur du droit de vote,,.

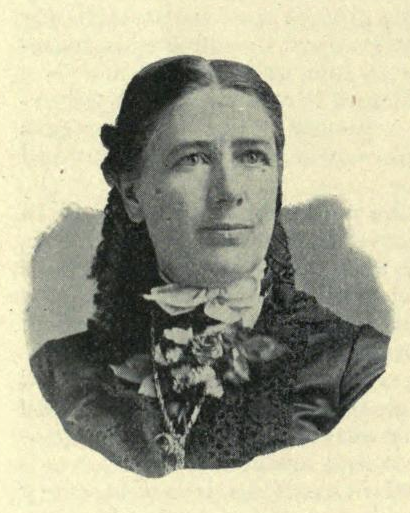
Portrait de Laura de Force Gordon utilisé pour illustrer la publication de son discours à l'Exposition universelle de 1892.

Après avoir entamé sa carrière d'avocate en 1879, elle continue à militer pour le droit de vote. Elle est élue présidente de l'Association californienne pour l'égalité du suffrage (en) de 1884 à 1894, et intervient comme orateur rémunéré au nom du mouvement lors de l'élection présidentielle de 1888. En 1892, elle prend la parole à l'Exposition universelle de 1893 de Chicago.
Gordon est considérée comme faisant partie de la branche « radicale » des militantes pour le droit de vote des femmes, en partie à cause de son divorce et de son association avec le spiritisme ; elle compte parmi ses correspondants Henry George et Susan B. Anthony.

#### Journalisme
En 1873, Gordon devient rédactrice et reporter pour le Stockton Narrow Gauge. En 1874, elle achète le Stockton Weekly Leader et le transforme en quotidien, devenant ainsi la première femme éditrice d'un journal aux États-Unis,. Entre 1876 et 1878, elle publie le Oakland Daily Democrat. Pendant cette période, elle est également correspondante pour le Sacramento Bee et d'autres journaux, avec un bureau de presse à l'Assemblée de l'État de Californie,. Gordon est également organisatrice de l'Association de la presse de la côte pacifique en 1875.

#### Militante juridique
Grâce à son action en faveur du suffrage et de l'édition, Gordon est bien connue des cercles politiques californiens et reçoit même 200 voix pour le Sénat de l'État de Californie en 1871. Cela lui permet, avec sa compagne suffragette Clara Shortridge Foltz, de diriger la campagne de lobbying en faveur du Woman Lawyer's Bill, qui accorde aux femmes le droit d'exercer le droit en Californie en janvier 1878. Gordon utilise sa position de journaliste couvrant le débat pour rester en contact avec les législateurs et faire pression sur le gouverneur pour la signature finale,.
Plus tard, en 1878, Gordon est nommée déléguée à la California Constitutional Conventions, mais est battue. Bien qu'elle ne soit pas élue déléguée, Gordon et Foltz réussissent à faire inclure l'article XX, section 18, de la Constitution lors de la convention, en février 1879. Cette clause interdit à la législation de l'État d'interdire aux femmes d'entrer dans toute « entreprise, barreau ou profession légale »,.
À peu près au même moment, en janvier 1879, Gordon et Foltz sont brièvement admises au Hastings College of the Law, qui vient d'ouvrir ses portes, et paient les frais de scolarité de 10 dollars. Cependant, le troisième jour de cours, on leur demande de partir, en partie parce que le doyen de l'école estime que leurs « jupes bruissantes » dérangent les étudiants masculins. En février, les femmes déposent un dossier et plaident cette affaire qui persuade la Cour suprême de Californie d'annuler cette décision. Cependant, en raison de leur travail, de leur militantisme et de leurs obligations familiales, ni Gordon ni Foltz ne peuvent obtenir leur diplôme, et la première femme diplômée de Hastings est Mary McHenry Keith (en),.
À l'époque, il n'était pas nécessaire d'être diplômé d'une école de droit pour être admis au barreau. Le 6 décembre 1879, Gordon est admise au barreau de Californie, devenant ainsi la deuxième femme avocate de l'État, après Foltz. En 1880, elle fonde son propre cabinet à San Francisco, où elle se spécialise dans le droit général et le droit pénal. Elle défend notamment avec succès plusieurs affaires de meurtre,,. Elle est également la première femme en Californie à plaider une affaire devant un jury. Ce travail attire l'attention nationale, en particulier dans l'affaire George Wheeler, où Gordon assiste la défense et Foltz l'accusation, ce qui conduit la National Police Gazette (en) de New York à écrire qu'il s'agit d'une affaire dans laquelle « deux femmes seront autorisées à remuer leur langue à leur guise »,.
Le 3 février 1883, Gordon devient la deuxième femme à être admise au barreau de la Cour suprême des États-Unis, après Belva Lockwood,.

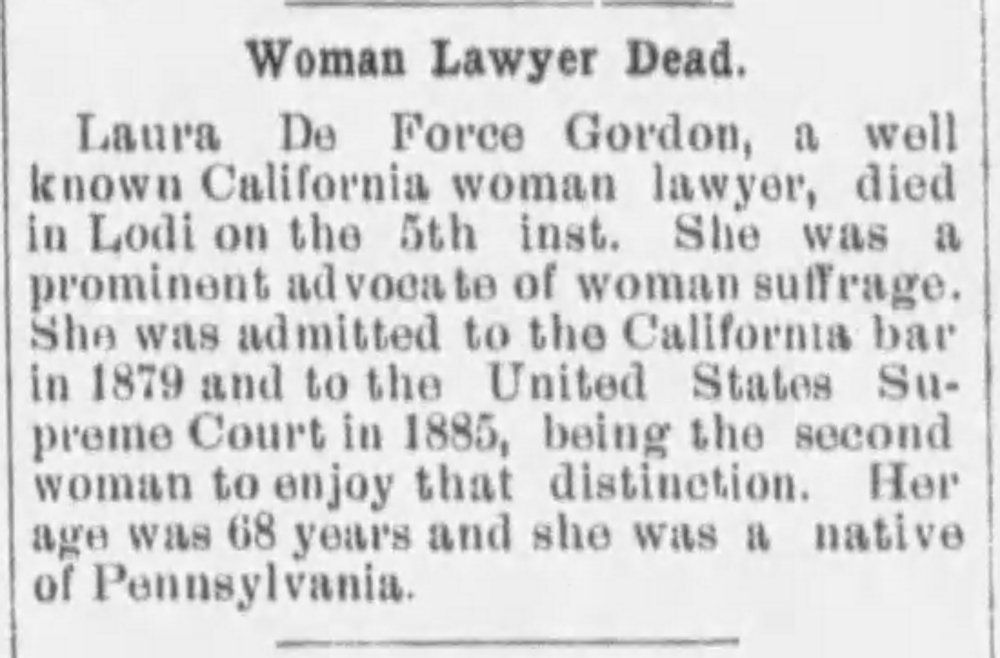
Merced Express (Merced, California), 13 avril 1907.

Gordon se retire de la profession juridique en 1901 et passe ses dernières années dans sa ferme de Lodi, en Californie.

#### Mort
Sa santé se détériore en 1906 après la mort prématurée de son petit-enfant. Elle attrape une pneumonie en mars 1907 et meurt à Lodi le 5 avril 1907.

## Spéculations modernes sur l'orientation sexuelle
En mai 1879, Gordon laisse un exemplaire de sa brochure The Great Geysers of California and How to Reach Them dans une capsule temporelle enterrée dans le parc Washington Square (San Francisco) (en) de San Francisco. Gordon a écrit à l'intérieur de la page de garde :
L'inscription de Gordon est lue à haute voix en public après l'ouverture de la capsule temporelle en avril 1979. Armistead Maupin, qui était présent lors de l'ouverture de la capsule temporelle, a émis l'hypothèse que l'utilisation de l'expression « lover of her own sex (amant/amoureuse de son propre sexe) » dans la citation pourrait avoir été un « coming out » pour Gordon, mais il a également reconnu que l'expression pourrait avoir été une « idiosyncrasie du discours du 19e siècle ». La citation a ensuite été utilisée dans la biographie de Randy Shilts sur le politicien gay de San Francisco Harvey Milk, The Mayor of Castro Street (en).

## Publications
- Laura de Force Gordon, Great Geysers of California and How to Reach Them (œuvre littéraire), 1877.